# Contarinomyia reaumuriae
Contarinomyia reaumuriae är en tvåvingeart som beskrevs av Fedotova 1991. Contarinomyia reaumuriae ingår i släktet Contarinomyia och familjen gallmyggor.
Artens utbredningsområde är Kazakstan. Inga underarter finns listade i Catalogue of Life.